# Дівчина біля вікна (картина Рембрандта)
«Дівчина біля вікна» або «Кухонна покоївка» (швед. Kökspigan) — картина нідерландського художника Рембрандта ван Рейна, написана у 1651 році.

## Опис
Картина намальована олійними фарбами на полотні і має розміри 78 x 64 см. Вважається одним з найкращих портретів майстра. Теплі відтінки червоного, коричневого і жовтого, а також «живі» риси дівчинки-служниці роблять картину справжнім шедевром. Вважається, що Рембрандт використовував натурницю, але це не була його дружина. Дівчина біля вікна значно молодша за неї. У середині XVII століття Рембрандт Створив цілу серію портретів молодих жінок-робітниць кухні.
До Швеції полотно потрапило у 1700-х, Густав III придбав його у місцевого аристократа (1779). У 1795—1866 «Дівчину» зберігав Королівський музей. Станом на 2016, «Кухонна покоївка» є частиною колекції Національного музею Швеції в Стокгольмі.

## Галерея

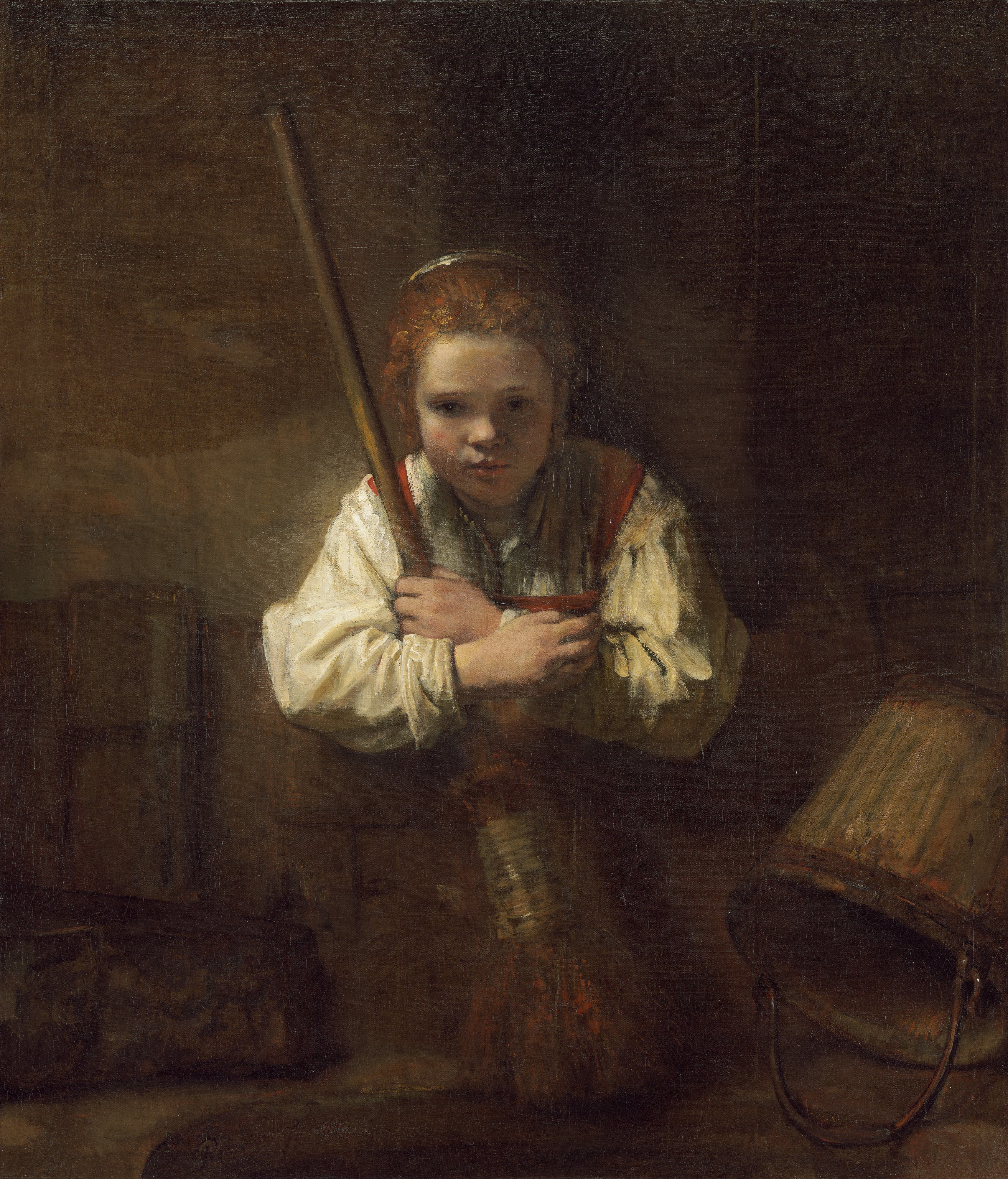
Рембрандт та Карел Фабріціус, 1650. Національна галерея мистецтва, Вашингтон.
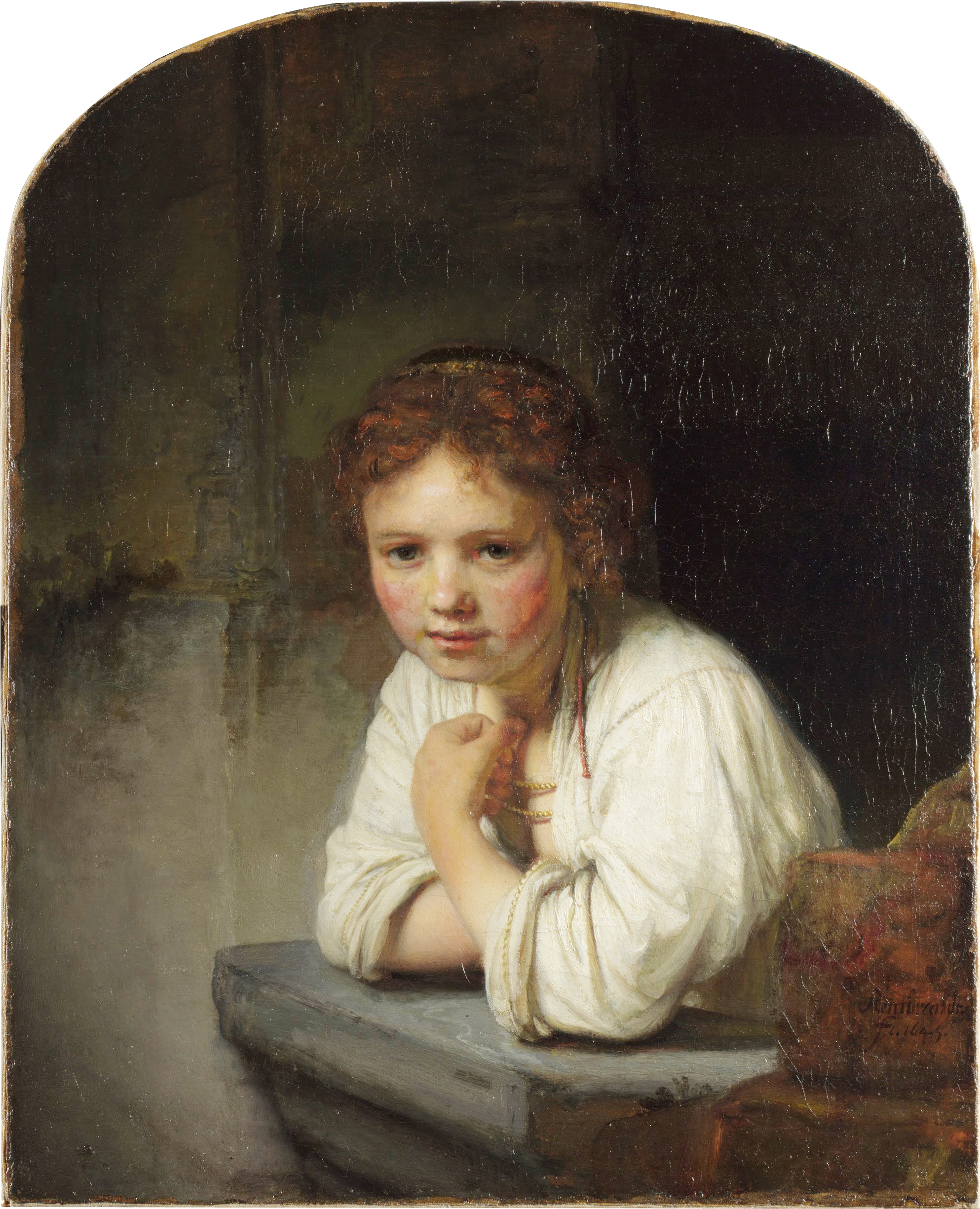
Dulwich Picture Gallery, Лондон.
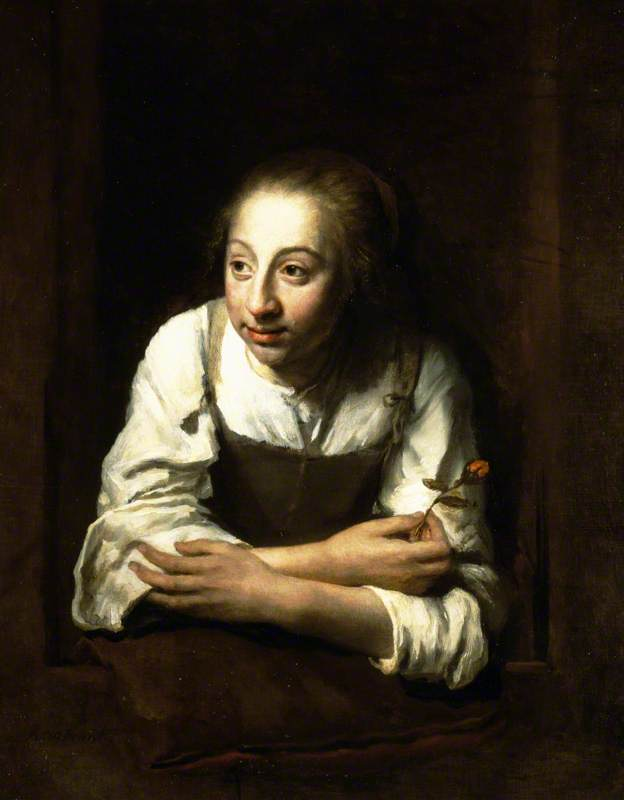
Петуорт-хаус, Західний Сассекс.